# Thomas Fuchs
Thomas Fuchs (Zúrich, 10 de enero de 1957) es un jinete suizo que compitió en la modalidad de salto ecuestre. Es padre del jinete Martin Fuchs, y su hermano Markus compitió en el mismo deporte.
Ganó una medalla de bronce en el Campeonato Mundial de Saltos Ecuestres de 1994 y seis medallas en el Campeonato Europeo de Saltos Ecuestres entre los años 1981 y 1995.
Participó en dos Juegos Olímpicos de Verano, ocupando el séptimo lugar en Seúl 1988 y el quinto en Barcelona 1992, en la prueba por equipos.

## Palmarés internacional
| Campeonato Mundial | Campeonato Mundial      | Campeonato Mundial | Campeonato Mundial |
| Año                | Lugar                   | Medalla            | Categoría          |
| ------------------ | ----------------------- | ------------------ | ------------------ |
| 1994               | La Haya (Países Bajos)  | Medalla de bronce  | Por equipos        |
| Campeonato Europeo |                         |                    |                    |
| Año                | Lugar                   | Medalla            | Categoría          |
| 1981               | Múnich (RFA)            | Medalla de plata   | Por equipos        |
| 1983               | Hickstead (Reino Unido) | Medalla de oro     | Por equipos        |
| 1989               | Róterdam (Países Bajos) | Medalla de bronce  | Por equipos        |
| 1991               | La Baule (Francia)      | Medalla de bronce  | Por equipos        |
| 1993               | Gijón (España)          | Medalla de oro     | Por equipos        |
| 1995               | San Galo (Suiza)        | Medalla de oro     | Por equipos        |